# Angela Gossow

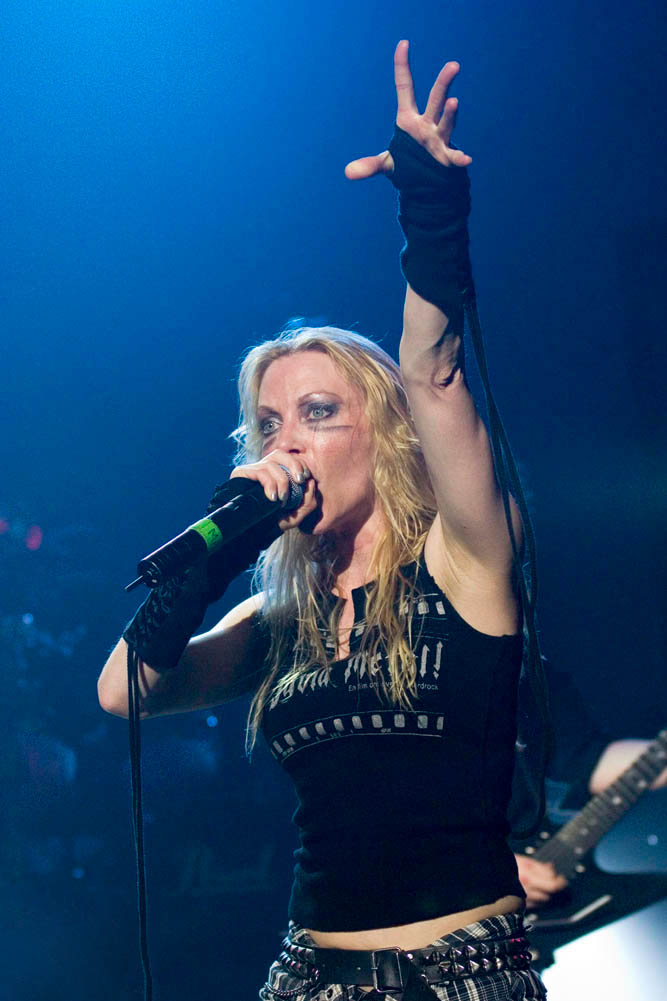
Gossow (2007)

Angela Nathalie Gossow (* 5. November 1974 in Köln) ist eine deutsche Death-Metal-Sängerin. Bevor sie die Frontsängerin der schwedischen Band Arch Enemy wurde, war sie bei Asmodina und Mistress aktiv. Angela Gossow ist eine der wenigen erfolgreichen Death-Metal-Sängerinnen; ihr Stil kennzeichnet sich durch gutturalen Gesang. Ihre Stimmlage ist grundsätzlich Mezzosopran, allerdings verwendet sie keinen Klargesang.

## Karriere

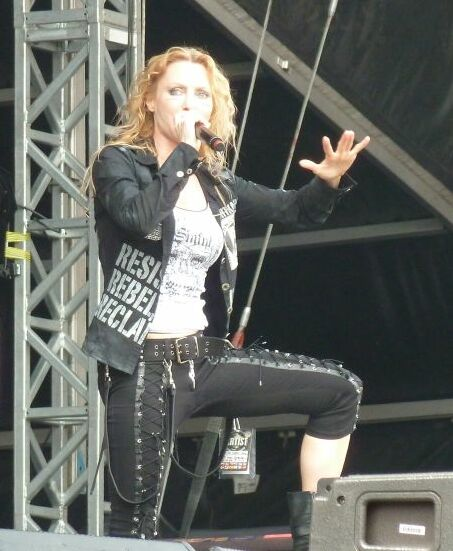
Angela Gossow (2011)

Angela Gossow ist eine der wenigen international bekannten Musikerinnen im Death Metal.
Von 1991 bis 1997 war Gossow bei Asmodina und zwischen 1998 und 2000 bei Mistress aktiv. 2001 interviewte die Amateur-Journalistin Gossow den Gitarristen der Musikgruppe Arch Enemy, Michael Amott, für ein deutsches Webzine und übergab ihm währenddessen ein Demo-Tape, welches sie selbst als „qualitativ schlecht“ bezeichnete. Nachdem Johan Liiva Arch Enemy verlassen hatte, wurde Angela Gossow Sängerin der Band. Das erste gemeinsame Album Wages of Sin wurde zunächst unter Geheimhaltung ihrer Identität und damit ihres Geschlechts aufgenommen. Als die neue Besetzung schließlich bekannt gegeben wurde, löste es großes Erstaunen aus, dass die Lieder von einer Frau gesungen wurden. Mit Gossow als Sängerin konnten Arch Enemy ihren Erfolg deutlich steigern, was sich auch in den Verkaufszahlen der Folgealben Anthems of Rebellion und Doomsday Machine spiegelte.
Am 17. März 2014 teilte die Band mit, dass Alissa White-Gluz, frühere Sängerin der kanadischen Melodic-Death-Metal-Band The Agonist, Gossows Platz bei Arch Enemy einnimmt. Letztere blieb der Band als Business Manager erhalten.
Im September 2018 wurde bekanntgegeben, dass Gossow das Management der Metal-Band Amaranthe übernommen hat. Im Februar 2020 kam es mit der Veröffentlichung der Single Do Or Die auch zu einer musikalischen Zusammenarbeit mit Amaranthe.

## Privates
Angela Gossow ist Mutter von zwei Kindern.
Gesellschaftlich bekennt sie sich zum Veganismus und setzt sich für den Tierschutz ein.

## Diskografie

### Asmodina
- 1991: Your Hidden Fear (Demo)
- 1994: The Story of the True Human Personality (Demo)
- 1996: Promo 1996 (Demo)
- 1997: Inferno

### Mistress
- 1998: Promo (Demo)
- 1999: Worship the Temptress (Demo)
- 2000: Party in Hell (Demo)

### Arch Enemy
- 2001: Wages of Sin
- 2002: Burning Angel (EP)
- 2003: Anthems of Rebellion

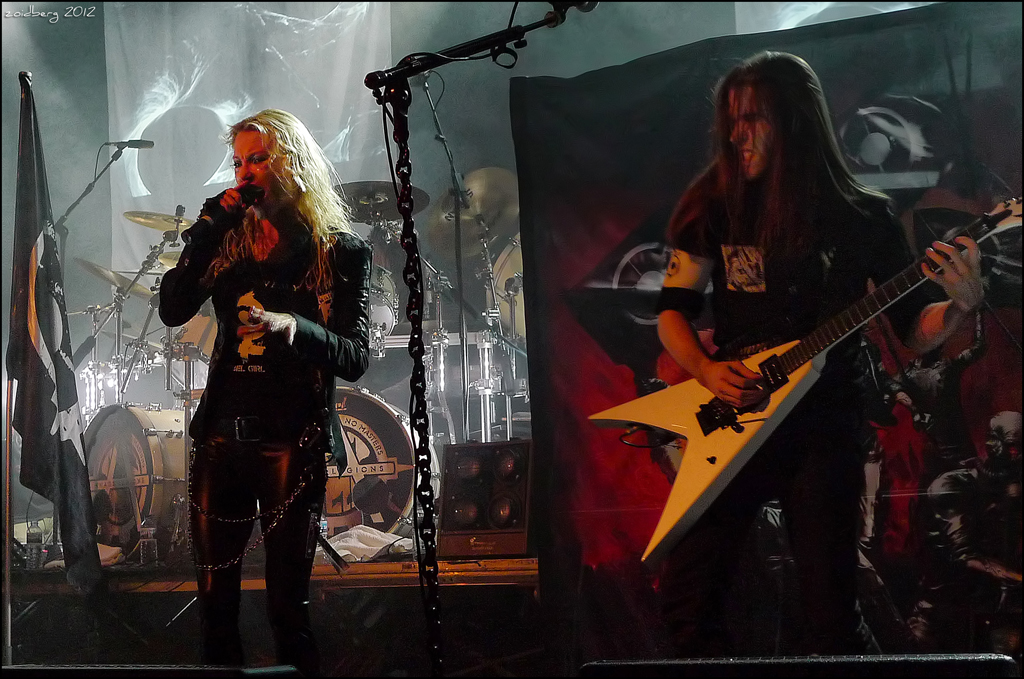
Angela Gossow mit Arch Enemy im Oktober 2012

- 2004: Dead Eyes See No Future (EP)
- 2005: Doomsday Machine
- 2006: Live Apocalypse (DVD)
- 2007: Revolution Begins (EP)
- 2007: Rise of the Tyrant
- 2008: Tyrants of the Rising Sun – Live in Japan (DVD)
- 2009: The Root of All Evil
- 2011: Khaos Legions

### Gastauftritte
- Kalisia – Cybion (2009)
- Never – Questions Within (2009)[9]
- Astarte – Black at Heart (2007)
- Amaseffer – Slaves for Life (2008)
- Annihilator – Couple Suicide (2007)
- Rise – Pentagramnation (2009)
- Amaranthe – Do Or Die (2020)